# Institut auf dem Rosenberg
Institut auf dem Rosenberg — школа-интернат в городе Санкт-Галлен в кантоне Санкт-Галлене, Швейцария.

## История создания
Школа Institut auf dem Rosenberg была основана Ульрихом Шмидтом в 1889 году. Уже к началу века школа стала пользоваться большой популярностью среди знатных семей Европы и Нового Света. В школе учился Александр, наследный принц Гогенцоллерн, старший сын Карла Фридриха и графини Александры Шенк фон Штауффенберг, наследник Дома Гогенцоллерн-Зигмаринген. Позже в школе учились Нобелевский лауреат по химии Марио Молина Дж. и писатель Артур Краван.
Первая мировая война и смерть в 1924 году основателя Institut auf dem Rosenberg стали серьёзным испытанием для школы. В 1944 году школа была переименована и приобретена семьей Гадеманн. с этого момента Institut auf dem Rosenberg связан с семьей Гадеманн, представители которой являются директорами школы уже почти 100 лет — с 1944 года.
После окончания Второй мировой войны начался период расцвета школы. В начале 1950-х годов Institut auf dem Rosenberg получил право на проведение экзаменов на получение свидетельства о полном среднем образовании немецкого, британского и американского стандарта, помимо национального швейцарского.

## Учебная программа
Школа Institut auf dem Rosenberg предлагает некоторый выбор академических программ, что позволяет учебному заведению принимать максимальное количество студентов. Преподавание ведется на английском или немецком языках. Есть лингвистические классы, где можно подготовиться к сдаче официальных экзаменов по английскому, немецкому или итальянскому языкам.
В школе ученики могут заниматься футболом , баскетболом или обычной физкультурой. На территории школы есть игровые площадки, спортивные поля, теннисные корты, каток. Школа регулярно устраивает экскурсии и посещения музеев, галерей, театров, как в Санкт-Галлене, так и в других городах Швейцарии, Франции, Австрии, Германии или Италии.